# Zarza-Capilla
Zarza-Capilla és un municipi de la província de Badajoz, a la comunitat autònoma d'Extremadura.